# Liste des meilleurs marqueurs en NBA par saison
Cette page présente la liste des meilleurs marqueurs en NBA par saison en moyenne par match.

## Explications
Les meilleurs marqueurs sont les joueurs ayant inscrit le plus grand nombre de points jusqu'à la saison 1968-1969, puis ce sont les joueurs avec la meilleure moyenne de points qui sont désignés meilleurs marqueurs. La NBA inaugura la ligne à 3-points lors de la saison 1979-1980. Pour pouvoir être classé et prétendre au titre de meilleur marqueurs de la ligue, le joueur doit répondre à un minimum de critères édictés dans le Rate Statistic Requirements.
Michael Jordan est le joueur ayant remporté le plus grand nombre de fois le titre de meilleur marqueur (à dix reprises, dont sept consécutives : de 1987 à 1993, puis de 1996 à 1998), devant Wilt Chamberlain qui a remporté le titre sept fois de suite de 1960 à 1966.
Michael Jordan est également le joueur qui totalise le plus de saison à 30 points ou plus avec un total de huit saisons en carrière dont sept consécutives (1987 à 1993) comme Wilt Chamberlain (1960 à 1966).
Wilt Chamberlain est le joueur ayant réalisé la meilleure performance offensive, que ce soit en termes de points inscrits (4 029) ou de moyenne de points (50,4) lors de la saison 1961-1962 sous les couleurs des Warriors de San Francisco. La plus faible performance est effectuée par Max Zaslofsky lors de la saison 1947-1948 (1 007 points inscrits pour une moyenne de 21,0 points par match), mais à une époque où l'horloge des 24 secondes n'avait pas encore été instaurée.

## Classement
|            |            | Joueur encore en activité en NBA                      |                                                       |                                                       |                                                       |                                                       |
|            |            | Joueur intronisé au Basketball Hall of Fame           |                                                       |                                                       |                                                       |                                                       |
| Joueur (X) | Joueur (X) | Le nombre entre parenthèses indique le total de titre | Le nombre entre parenthèses indique le total de titre | Le nombre entre parenthèses indique le total de titre | Le nombre entre parenthèses indique le total de titre | Le nombre entre parenthèses indique le total de titre |

| Saison    | Joueur                  | Équipe                                          | M  | Tirs  | 3 points | LF  | Points | PPM  |
| --------- | ----------------------- | ----------------------------------------------- | -- | ----- | -------- | --- | ------ | ---- |
| 1946-1947 | Joe Fulks               | Warriors de Philadelphie                        | 60 | 475   | -        | 439 | 1 389  | 23,2 |
| 1947-1948 | Max Zaslofsky           | Chicago Stags                                   | 48 | 373   | -        | 261 | 1 007  | 21,0 |
| 1948-1949 | George Mikan            | Lakers de Minneapolis                           | 60 | 583   | -        | 532 | 1 698  | 28,3 |
| 1949-1950 | George Mikan (2)        | Lakers de Minneapolis                           | 68 | 649   | -        | 567 | 1 865  | 27,4 |
| 1950-1951 | George Mikan (3)        | Lakers de Minneapolis                           | 68 | 678   | -        | 576 | 1 932  | 28,4 |
| 1951-1952 | Paul Arizin             | Warriors de Philadelphie                        | 66 | 548   | -        | 578 | 1 674  | 25,4 |
| 1952-1953 | Neil Johnston           | Warriors de Philadelphie                        | 70 | 504   | -        | 556 | 1 564  | 22,3 |
| 1953-1954 | Neil Johnston (2)       | Warriors de Philadelphie                        | 72 | 591   | -        | 577 | 1 759  | 24,4 |
| 1954-1955 | Neil Johnston (3)       | Warriors de Philadelphie                        | 72 | 521   | -        | 589 | 1 631  | 22,7 |
| 1955-1956 | Bob Pettit              | Hawks de Saint-Louis                            | 72 | 646   | -        | 557 | 1 849  | 25,7 |
| 1956-1957 | Paul Arizin (2)         | Warriors de Philadelphie                        | 71 | 613   | -        | 591 | 1 817  | 25,6 |
| 1957-1958 | George Yardley          | Pistons de Détroit                              | 72 | 673   | -        | 655 | 2 001  | 27,8 |
| 1958-1959 | Bob Pettit (2)          | Hawks de Saint-Louis                            | 72 | 719   | -        | 667 | 2 105  | 29,2 |
| 1959-1960 | Wilt Chamberlain        | Warriors de Philadelphie                        | 72 | 1 065 | -        | 577 | 2 707  | 37,6 |
| 1960-1961 | Wilt Chamberlain (2)    | Warriors de Philadelphie                        | 79 | 1 251 | -        | 531 | 3 033  | 38,4 |
| 1961-1962 | Wilt Chamberlain (3)    | Warriors de Philadelphie                        | 80 | 1 597 | -        | 835 | 4 029  | 50,4 |
| 1962-1963 | Wilt Chamberlain (4)    | Warriors de San Francisco                       | 80 | 1 463 | -        | 660 | 3 586  | 44,8 |
| 1963-1964 | Wilt Chamberlain (5)    | Warriors de San Francisco                       | 80 | 1 204 | -        | 540 | 2 948  | 36,9 |
| 1964-1965 | Wilt Chamberlain (6)    | Warriors de San Francisco/76ers de Philadelphie | 73 | 1 063 | -        | 408 | 2 534  | 34,7 |
| 1965-1966 | Wilt Chamberlain (7)    | 76ers de Philadelphie                           | 79 | 1 074 | -        | 501 | 2 649  | 33,5 |
| 1966-1967 | Rick Barry              | Warriors de San Francisco                       | 78 | 1 011 | -        | 753 | 2 775  | 35,6 |
| 1967-1968 | Dave Bing               | Pistons de Detroit                              | 79 | 835   | -        | 472 | 2 142  | 27,1 |
| 1968-1969 | Elvin Hayes             | Rockets de San Diego                            | 82 | 930   | -        | 467 | 2 327  | 28,4 |
| 1969-1970 | Jerry West              | Lakers de Los Angeles                           | 74 | 831   | -        | 647 | 2 309  | 31,2 |
| 1970-1971 | Kareem Abdul-Jabbar     | Bucks de Milwaukee                              | 82 | 1 063 | -        | 470 | 2 596  | 31,7 |
| 1971-1972 | Kareem Abdul-Jabbar (2) | Bucks de Milwaukee                              | 81 | 1 159 | -        | 504 | 2 822  | 34,8 |
| 1972-1973 | Nate Archibald          | Kansas City-Omaha Kings                         | 80 | 1 028 | -        | 663 | 2 719  | 34,0 |
| 1973-1974 | Bob McAdoo              | Braves de Buffalo                               | 74 | 901   | -        | 459 | 2 261  | 30,6 |
| 1974-1975 | Bob McAdoo (2)          | Braves de Buffalo                               | 82 | 1 095 | -        | 641 | 2 831  | 34,5 |
| 1975-1976 | Bob McAdoo (3)          | Braves de Buffalo                               | 78 | 934   | -        | 559 | 2 427  | 31,1 |
| 1976-1977 | Pete Maravich           | Jazz de New Orleans                             | 73 | 886   | -        | 501 | 2 273  | 31,1 |
| 1977-1978 | George Gervin           | Spurs de San Antonio                            | 82 | 864   | -        | 504 | 2 232  | 27,2 |
| 1978-1979 | George Gervin (2)       | Spurs de San Antonio                            | 80 | 947   | -        | 471 | 2 365  | 29,6 |
| 1979-1980 | George Gervin (3)       | Spurs de San Antonio                            | 78 | 1 024 | 32       | 505 | 2 585  | 33,1 |
| 1980-1981 | Adrian Dantley          | Jazz de l'Utah                                  | 80 | 909   | 2        | 632 | 2 452  | 30,7 |
| 1981-1982 | George Gervin (4)       | Spurs de San Antonio                            | 79 | 993   | 10       | 555 | 2 551  | 32,3 |
| 1982-1983 | Alex English            | Nuggets de Denver                               | 82 | 959   | 2        | 406 | 2 326  | 28,4 |
| 1983-1984 | Adrian Dantley (2)      | Jazz de l'Utah                                  | 79 | 802   | 1        | 813 | 2 418  | 30,6 |
| 1984-1985 | Bernard King            | Knicks de New York                              | 55 | 691   | 1        | 426 | 1 809  | 32,9 |
| 1985-1986 | Dominique Wilkins       | Hawks d'Atlanta                                 | 78 | 888   | 13       | 577 | 2 366  | 30,3 |
| 1986-1987 | Michael Jordan          | Bulls de Chicago                                | 82 | 1 098 | 12       | 833 | 3 041  | 37,1 |
| 1987-1988 | Michael Jordan (2)      | Bulls de Chicago                                | 82 | 1 069 | 7        | 723 | 2 868  | 35,0 |
| 1988-1989 | Michael Jordan (3)      | Bulls de Chicago                                | 81 | 966   | 27       | 674 | 2 633  | 32,5 |
| 1989-1990 | Michael Jordan (4)      | Bulls de Chicago                                | 82 | 1 034 | 92       | 593 | 2 753  | 33,6 |
| 1990-1991 | Michael Jordan (5)      | Bulls de Chicago                                | 82 | 990   | 29       | 571 | 2 580  | 31,5 |
| 1991-1992 | Michael Jordan (6)      | Bulls de Chicago                                | 80 | 943   | 27       | 491 | 2 404  | 30,1 |
| 1992-1993 | Michael Jordan (7)      | Bulls de Chicago                                | 78 | 992   | 81       | 476 | 2 541  | 32,6 |
| 1993-1994 | David Robinson          | Spurs de San Antonio                            | 80 | 840   | 10       | 693 | 2 383  | 29,8 |
| 1994-1995 | Shaquille O'Neal        | Magic d'Orlando                                 | 79 | 930   | 0        | 455 | 2 315  | 29,3 |
| 1995-1996 | Michael Jordan (8)      | Bulls de Chicago                                | 82 | 916   | 111      | 548 | 2 491  | 30,4 |
| 1996-1997 | Michael Jordan (9)      | Bulls de Chicago                                | 82 | 920   | 111      | 480 | 2 431  | 29,6 |
| 1997-1998 | Michael Jordan (10)     | Bulls de Chicago                                | 82 | 881   | 30       | 565 | 2 357  | 28,7 |
| 1998-1999 | Allen Iverson           | 76ers de Philadelphie                           | 48 | 435   | 58       | 356 | 1 284  | 26,8 |
| 1999-2000 | Shaquille O'Neal (2)    | Lakers de Los Angeles                           | 79 | 956   | 0        | 432 | 2 344  | 29,7 |
| 2000-2001 | Allen Iverson (2)       | 76ers de Philadelphie                           | 71 | 762   | 98       | 585 | 2 207  | 31,1 |
| 2001-2002 | Allen Iverson (3)       | 76ers de Philadelphie                           | 60 | 665   | 78       | 475 | 1 883  | 31,4 |
| 2002-2003 | Tracy McGrady           | Magic d'Orlando                                 | 75 | 829   | 173      | 576 | 2 407  | 32,1 |
| 2003-2004 | Tracy McGrady (2)       | Magic d'Orlando                                 | 67 | 653   | 174      | 398 | 1 878  | 28,0 |
| 2004-2005 | Allen Iverson (4)       | 76ers de Philadelphie                           | 75 | 771   | 104      | 656 | 2 302  | 30,7 |
| 2005-2006 | Kobe Bryant             | Lakers de Los Angeles                           | 80 | 978   | 180      | 696 | 2 832  | 35,4 |
| 2006-2007 | Kobe Bryant (2)         | Lakers de Los Angeles                           | 77 | 813   | 137      | 667 | 2 430  | 31,6 |
| 2007-2008 | LeBron James            | Cavaliers de Cleveland                          | 75 | 795   | 112      | 548 | 2 250  | 30,0 |
| 2008-2009 | Dwyane Wade             | Heat de Miami                                   | 79 | 854   | 88       | 590 | 2 386  | 30,2 |
| 2009-2010 | Kevin Durant            | Thunder d'Oklahoma City                         | 82 | 794   | 128      | 756 | 2 472  | 30,1 |
| 2010-2011 | Kevin Durant (2)        | Thunder d'Oklahoma City                         | 77 | 705   | 144      | 593 | 2 147  | 27,7 |
| 2011-2012 | Kevin Durant (3)        | Thunder d'Oklahoma City                         | 66 | 643   | 133      | 431 | 1 850  | 28,0 |
| 2012-2013 | Carmelo Anthony         | Knicks de New York                              | 67 | 669   | 157      | 425 | 1 920  | 28,7 |
| 2013-2014 | Kevin Durant (4)        | Thunder d'Oklahoma City                         | 81 | 849   | 192      | 703 | 2 593  | 32,0 |
| 2014-2015 | Russell Westbrook       | Thunder d'Oklahoma City                         | 67 | 627   | 86       | 546 | 1 886  | 28,1 |
| 2015-2016 | Stephen Curry           | Warriors de Golden State                        | 79 | 805   | 402      | 363 | 2 375  | 30,1 |
| 2016-2017 | Russell Westbrook (2)   | Thunder d'Oklahoma City                         | 81 | 824   | 200      | 710 | 2 558  | 31,6 |
| 2017-2018 | James Harden            | Rockets de Houston                              | 72 | 651   | 265      | 624 | 2 191  | 30,4 |
| 2018-2019 | James Harden (2)        | Rockets de Houston                              | 78 | 843   | 378      | 754 | 2 818  | 36,1 |
| 2019-2020 | James Harden (3)        | Rockets de Houston                              | 68 | 672   | 299      | 692 | 2 335  | 34,3 |
| 2020-2021 | Stephen Curry (2)       | Warriors de Golden State                        | 63 | 658   | 337      | 362 | 2 015  | 32,0 |
| 2021-2022 | Joel Embiid             | 76ers de Philadelphie                           | 68 | 666   | 93       | 654 | 2 079  | 30,6 |
| 2022-2023 | Joel Embiid (2)         | 76ers de Philadelphie                           | 66 | 728   | 66       | 661 | 2 183  | 33,1 |
| 2023-2024 | Luka Dončić             | Mavericks de Dallas                             | 70 | 804   | 284      | 478 | 2 370  | 33,9 |
| 2024-2025 | Shai Gilgeous-Alexander | Thunder d'Oklahoma City                         | 76 | 860   | 163      | 601 | 2 484  | 32,7 |

## Records de titres du meilleurs marqueurs de l'année
| Titres | Joueur              | Équipe(s)                                       | Années                                                     |
| ------ | ------------------- | ----------------------------------------------- | ---------------------------------------------------------- |
| 10     | Michael Jordan      | Bulls de Chicago (10)                           | 1987, 1988, 1989, 1990, 1991, 1992, 1993, 1996, 1997, 1998 |
| 7      | Wilt Chamberlain    | San Francisco (5) / 76ers de Philadelphie (2)   | 1960, 1961, 1962, 1963, 1964, 1965, 1966,                  |
| 4      | George Gervin       | Spurs de San Antonio (4)                        | 1978, 1979, 1980, 1982                                     |
| 4      | Allen Iverson       | 76ers de Philadelphie (4)                       | 1999, 2001, 2002, 2004                                     |
| 4      | Kevin Durant        | Thunder d'Oklahoma City (4)                     | 2010, 2011, 2012, 2014                                     |
| 3      | George Mikan        | Lakers de Minneapolis (3)                       | 1949, 1950, 1951                                           |
| 3      | Neil Johnston       | Warriors de Philadelphie (3)                    | 1953, 1954, 1955                                           |
| 3      | Bob McAdoo          | Braves de Buffalo (3)                           | 1974, 1975, 1976                                           |
| 3      | James Harden        | Rockets de Houston (3)                          | 2018, 2019, 2020                                           |
| 2      | Paul Arizin         | Warriors de Philadelphie (2)                    | 1952, 1957                                                 |
| 2      | Bob Pettit          | Hawks de Saint-Louis (2)                        | 1956, 1959                                                 |
| 2      | Kareem Abdul-Jabbar | Bucks de Milwaukee (2)                          | 1971, 1972                                                 |
| 2      | Adrian Dantley      | Jazz de l'Utah (2)                              | 1981, 1984                                                 |
| 2      | Shaquille O'Neal    | Magic d'Orlando (1) / Lakers de Los Angeles (1) | 1995, 2000                                                 |
| 2      | Tracy McGrady       | Magic d'Orlando (2)                             | 2003, 2004                                                 |
| 2      | Kobe Bryant         | Lakers de Los Angeles (2)                       | 2006, 2007                                                 |
| 2      | Russell Westbrook   | Thunder d'Oklahoma City (2)                     | 2015, 2017                                                 |
| 2      | Stephen Curry       | Warriors de Golden State (2)                    | 2016, 2021                                                 |
| 2      | Joel Embiid         | 76ers de Philadelphie (2)                       | 2022, 2023                                                 |